# 君だけのTomorrow
「君だけのTomorrow」（きみだけのトゥモロー）は、前田亘輝の通算6枚目のシングル。1997年9月18日に、Sony Recordsから発売された。

## 概要
前作より4年振りのシングル。
日本テレビ「進め!電波少年」でドロンズのヒッチハイクに同行して一夜を共にした前田が応援歌を作ると宣言して半年後に発表された曲。アルバム『HARD PRESSED』（1997年）には別ヴァージョンが収録された。
カップリング曲「J's Dream -夢をつかむまで-」は前田の友人である尾崎将司のツアー通算100勝記念として作られた曲。この楽曲は現在もアルバム未収録で配信も行われていない。

## 収録曲
| 全作詞: 前田亘輝、UNI、全作曲: 前田亘輝、UNI。 |                                                       |                 |               |      |
| #                                              | タイトル                                              | 作詞            | 作曲・編曲    | 時間 |
| 1.                                             | 「君だけのTomorrow」                                  | 前田亘輝 、 UNI | 前田亘輝、UNI | 4:19 |
| 2.                                             | 「J's Dream -夢をつかむまで-」                        | 前田亘輝 、 UNI | 前田亘輝、UNI | 6:22 |
| 3.                                             | 「君だけのTomorrow (オリジナル・カラオケ)」           | 前田亘輝 、 UNI | 前田亘輝、UNI | 4:19 |
| 4.                                             | 「J's Dream -夢をつかむまで- (オリジナル・カラオケ)」 | 前田亘輝 、 UNI | 前田亘輝、UNI | 6:21 |
| 合計時間:                                      | 合計時間:                                             | 21:21           |               |      |

## 収録アルバム
- HARD PRESSED (#1、ロサンゼルスで新録されたアルバム・ヴァージョン)
- Single Collection + (#1)